# The Dinning Sisters
The Dinning Sisters era un grupo musical compuesto por tres hermanas estadounidenses que estuvo activo de 1941 a 1955. El trío estaba formado por Lou Dinning (1920-2000), Jean Dinning (1924-2011) y Virginia Dinning (1924-2013), estas dos últimas eran gemelas. Eran hermanas del también famoso cantante Mark Dinning.
Fue famosa su interpretación de la canción On the Atchison, Topeka and the Santa Fe, canción que había ganado en 1946 el premio Óscar a la mejor canción original cuando apareció en la película The Harvey Girls donde era interpretada por la popular actriz y cantante Judy Garland. También fue célebre su canción Once in a while.